# USS Hampton (SSN-767)
Pour les autres navires du même nom, voir USS Hampton.
Le USS Hampton (SSN-767) est un sous-marin nucléaire d'attaque américain de classe Los Angeles nommé d'après Hampton en Virginie.

## Histoire du service
Construit au chantier naval Northrop Grumman de Newport News, il a été mis en service le 6 novembre 1993 et est toujours actuellement en service dans l’United States Navy.
Le 17 septembre 2007, son port d'attache est déplacé de Norfolk à San Diego, étant transféré de la Flotte de l'Atlantique vers la Flotte du Pacifique. Le 15 mai 2011, le Hampton visite Hong Kong.

## Récompenses et distinctions
- 1x Navy Expeditionary Medal pour un déploiement de sept mois dans le Pacifique occidental (WESTPAC) (en passant par le canal de Panama et en arrivant à la base navale de Yokosuka au Japon) qui vit participer le navire à deux exercices navals internationaux.